# 比尔特·西希
比尔特·西希（德語：Birte Siech，1967年3月19日—），德国女子赛艇运动员。她曾代表东德、德国参加1988年和1992年夏季奥林匹克运动会赛艇比赛，获得一枚金牌和一枚铜牌。